# Kepler-7
Désignations
Kepler-7 est une étoile dans la constellation de la Lyre, distante d'environ ∼ 3 000 a.l. (∼ 920 pc) de la Terre. C'est une étoile jaune de type spectral G0 sujette à des éruptions.

## Système planétaire
La découverte d'une exoplanète orbitant cette étoile a été annoncée le 4 janvier 2010. Elle a été réalisée grâce au télescope Kepler et la méthode du transit astronomique.
| Planète    | Masse (MJ) | Période orbitale (d) | Demi-grand axe (ua) | Excentricité |
| ---------- | ---------- | -------------------- | ------------------- | ------------ |
| Kepler-7 b | 0,433      | 4,8855               | 0,06224             | 0 (fixé)     |